# 水色駅
水色駅（スセクえき）は、大韓民国ソウル特別市恩平区水色洞にある、韓国鉄道公社（KORAIL）の駅である。
乗り入れている路線は、線路名称上は京義線であるが、当駅には広域電鉄の京義・中央線電車のみが停車する。駅番号はK317。
なお、京義線と仁川国際空港鉄道を連絡する水色直結線が当駅構内から分岐しているが、この線路を使うKTXは当駅には停車しない。

## 駅構造

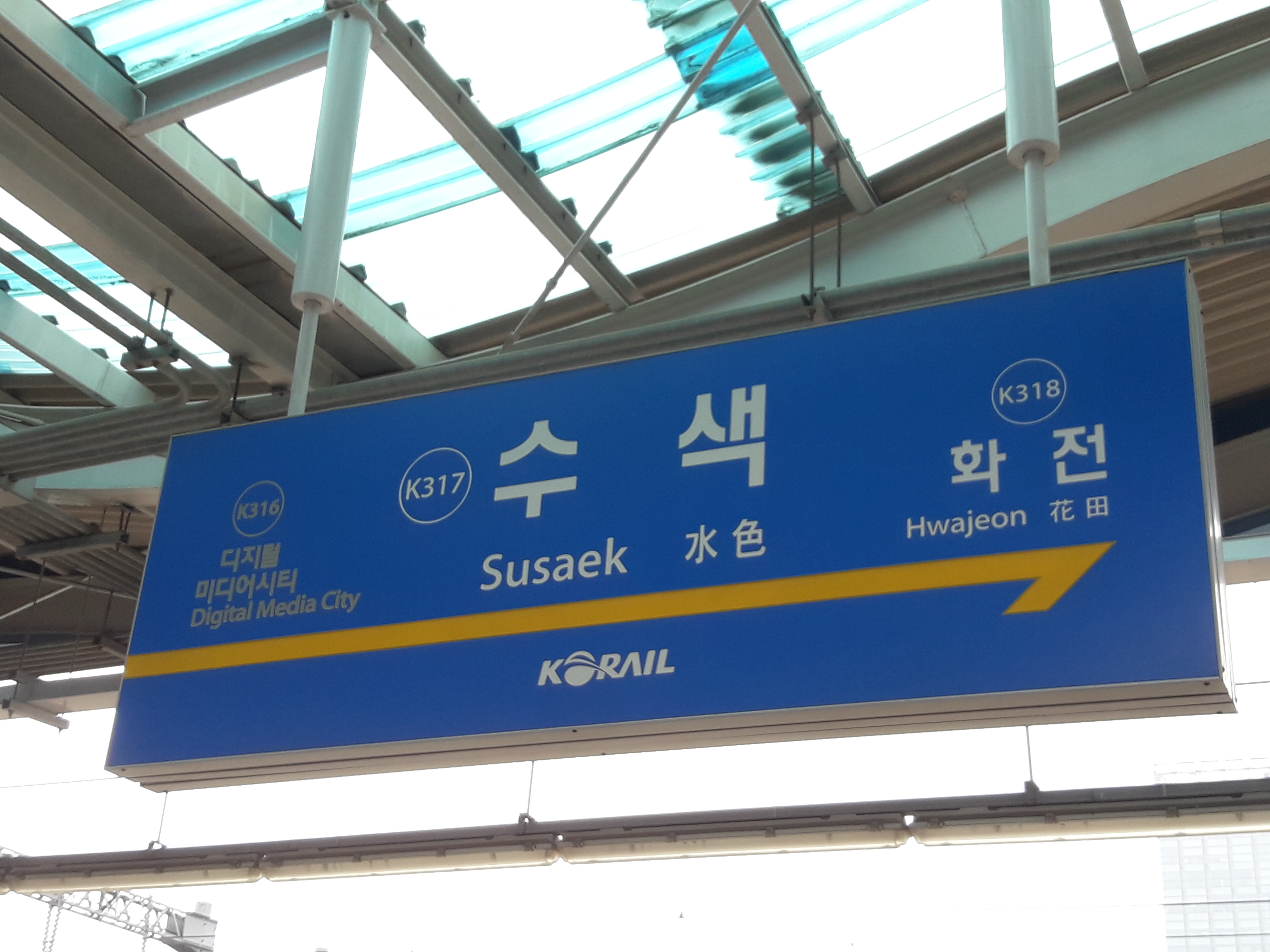
駅名標

単式ホーム1面1線と島式ホーム3面5線、合計4面6線の地上駅だが、営業しているのは相対式ホーム2面2線2つずつの1・2番線と5・6番線のみである。未使用の3・4番線の線路は共用となっている。橋上駅舎を有する。

### のりば
| 1    | ●京義・中央線 | 加佐・新村・ソウル方面                   |
| 2    | ●京義・中央線 | 一山・文山方面（ソウル方面からの列車）   |
| 3・4 | 未使用        |                                          |
| 5    | ●京義・中央線 | 西江大・龍山・回基・徳沼・龍門・砥平方面 |
| 6    | ●京義・中央線 | 坡州・文山方面（龍門方面からの列車）     |
| 7    | 未使用        |                                          |

## 利用状況
近年の一日平均利用人員推移は下記のとおり。なお、2009年は開業日の7月1日から12月31日までの184日間の平均である。
| 路線          | 路線     | 2009年 | 2010年 | 2011年 | 2012年 | 2013年 | 2014年 | 2015年 | 2016年 | 2017年 | 2018年 | 出典  |
| ------------- | -------- | ------ | ------ | ------ | ------ | ------ | ------ | ------ | ------ | ------ | ------ | ----- |
| ●京義・中央線 | 乗車人員 | 632    | 728    | 797    | 821    | 959    | 1,146  | 1,904  | 2,251  | 2,377  | 2,343  | [ 1 ] |
| ●京義・中央線 | 降車人員 | 748    | 855    | 902    | 957    | 1,044  | 1,236  | 2,050  | 2,416  | 2,525  | 2,380  | [ 1 ] |
| ●京義・中央線 | 乗降人員 | 1,380  | 1,583  | 1,699  | 1,778  | 2,003  | 2,382  | 3,954  | 4,667  | 4,902  | 4,723  | [ 1 ] |
| 路線          | 路線     | 2019年 | 出典   |        |        |        |        |        |        |        |        |       |
| ●京義・中央線 | 乗車人員 | 2,248  | [ 1 ]  |        |        |        |        |        |        |        |        |       |
| ●京義・中央線 | 降車人員 | 2,323  | [ 1 ]  |        |        |        |        |        |        |        |        |       |
| ●京義・中央線 | 乗降人員 | 4,571  | [ 1 ]  |        |        |        |        |        |        |        |        |       |

## 駅周辺
- 水色車両事業所
- ソウル客車事務所（車両基地）
- ソウル機関車事務所（機関区）
- 水色駅総合乗換センター（建設予定）[2]
- 水一市場
- 水色初等学校
- 水色洞住民センター

## 歴史
- 1906年4月3日 - 京義線施設完成。

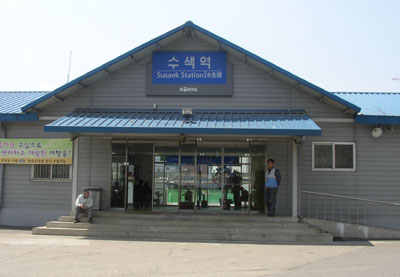
臨時駅舎

- 1908年4月1日 - 正式に旅客営業開始。
- 1958年8月19日 - 駅舎竣工。
- 1988年1月1日 - 貨物取り扱い中止。
- 2005年3月1日 - 臨時駅舎に移転。
- 2006年 - 新駅舎竣工。
- 2009年7月1日 - 京義電鉄線が開業し、新駅舎に移転。
- 2014年6月30日 - 水色直結線が開業し、KTXが仁川国際空港鉄道への片乗り入れを開始。

## 隣の駅
韓国鉄道公社
●京義・中央線
京義急行・龍山急行
通過
中央急行・緩行
韓国航空大駅 (K318) - 水色駅 (K317) - デジタルメディアシティ駅 (K316)